# Lîstove, Sakî
Lîstove (în ucraineană Листове) este un sat în comuna Mîteaiive din raionul Sakî, Republica Autonomă Crimeea, Ucraina.

## Demografie
Componența lingvistică a localității Lîstove
     Rusă (49,24%)
     Tătară crimeeană (31,73%)
     Ucraineană (18,53%)
Conform recensământului din 2001, nu exista o limbă vorbită de majoritatea populației, aceasta fiind compusă din vorbitori de rusă (49,24%), tătară crimeeană (31,73%) și ucraineană (18,53%).